# Robert Burton (Politiker)

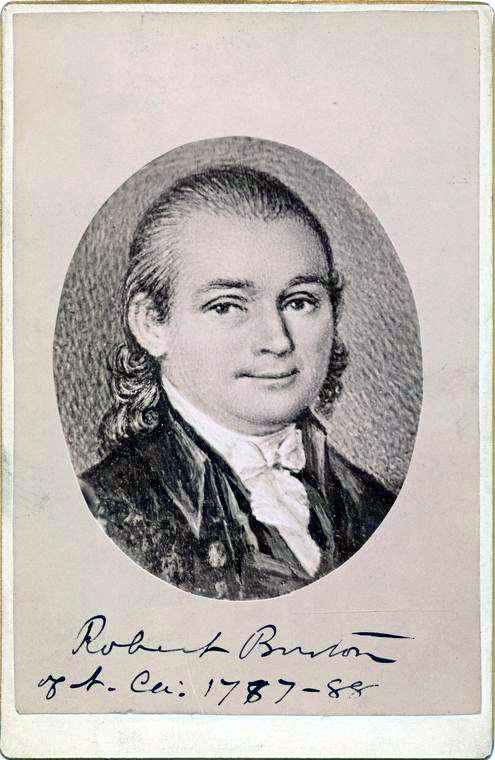
Robert Burton

Robert Burton (* 20. Oktober 1747 bei Chase City, Mecklenburg County, Colony of Virginia; † 31. Mai 1825 im Granville County, North Carolina) war ein US-amerikanischer Politiker, der als Delegierter aus North Carolina am Kontinentalkongress teilnahm.
Robert Burton erhielt seine Ausbildung auf Privatschulen in Virginia. Im Jahr 1775 zog er nach North Carolina und ließ sich in dem Teil des Granville County nieder, der heute zum Vance County gehört. Dort betätigte er sich als Pflanzer. Nach Ausbruch des Unabhängigkeitskrieges trat er der Kontinentalarmee bei und brachte es als Generalquartiermeister bis zum Rang eines Colonel.
Nach seinem Ausscheiden aus der Armee betätigte Burton sich politisch. Er gehörte von 1783 bis 1784 dem Beraterstab des Gouverneurs von North Carolina an, ehe er im Jahr 1787 als Delegierter des Staates zum Kontinentalkongress entsandt wurde, der zu diesem Zeitpunkt in New York tagte. 1801 gehörte er einer Kommission an, die den Auftrag hatte, die Grenzlinien zwischen den Staaten North Carolina, South Carolina und Georgia festzulegen.
Burton verstarb im Mai 1825 und wurde auf seinem Anwesen „Montpelier“ nahe der heutigen Stadt Henderson beigesetzt. Sein Neffe Hutchins Gordon Burton war von 1824 bis 1827 Gouverneur von North Carolina.